# Megaselia melanocholica
Megaselia melanocholica är en tvåvingeart som beskrevs av Rudolf Beyer 1960. Megaselia melanocholica ingår i släktet Megaselia och familjen puckelflugor. Inga underarter finns listade i Catalogue of Life.